# Turbina eolica Savonius

Schizzo schematico delle due pale della turbina di Savonius

La turbina eolica di Savonius è un tipo di turbina eolica ad asse verticale, utilizzata per la conversione di coppia dell'energia del vento su un albero rotante. Inventata dall'ingegnere finlandese Sigurd Savonius nel 1922, e brevettata nel 1929, è una delle turbine più semplici.

## Descrizione
Dal punto di vista aerodinamico si tratta di un dispositivo a rotore composto da due o tre pale di forma semicilindrica. 

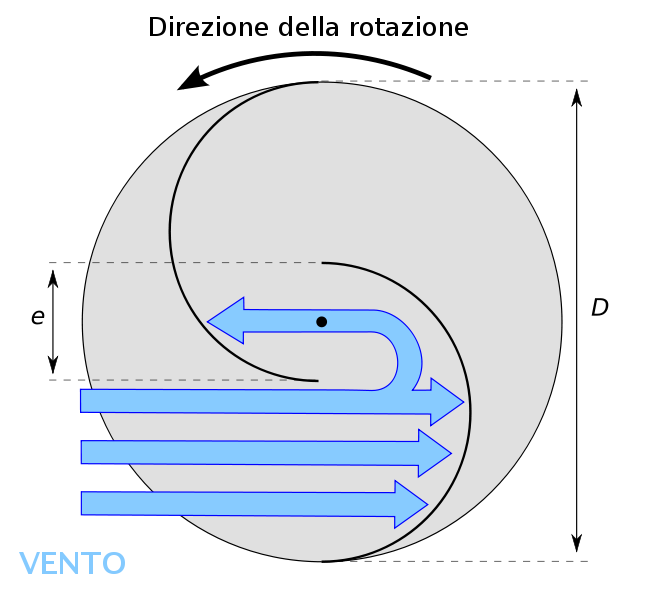
Schema di funzionamento della turbina di Savonius

Come può vedersi dallo schema di funzionamento a fianco, la configurazione a due pale, vista in sezione orizzontale, appare come una figura ad S. La pala curva accoglie e sfrutta il vento che la spinge e lascia più facilmente sfuggire il vento che contrasta nella fase opposta. In altri termini le pale trovano meno resistenza quando si muovono contro il vento che quando si muovono con il vento, la differenza di resistenza induce la turbina di Savonius a girare.
Il modello originale è stato concepito spaziando le due pale semicilindriche in modo che
{\displaystyle {\frac {e}{D}}={\frac {1}{3}}} (dove {\displaystyle D} il diametro del cilindro virtuale che le contiene), ma si è visto che si ottengono migliori prestazioni con un rapporto {\displaystyle {\frac {e}{D}}={\frac {1}{6}}}.

### Pregi e difetti

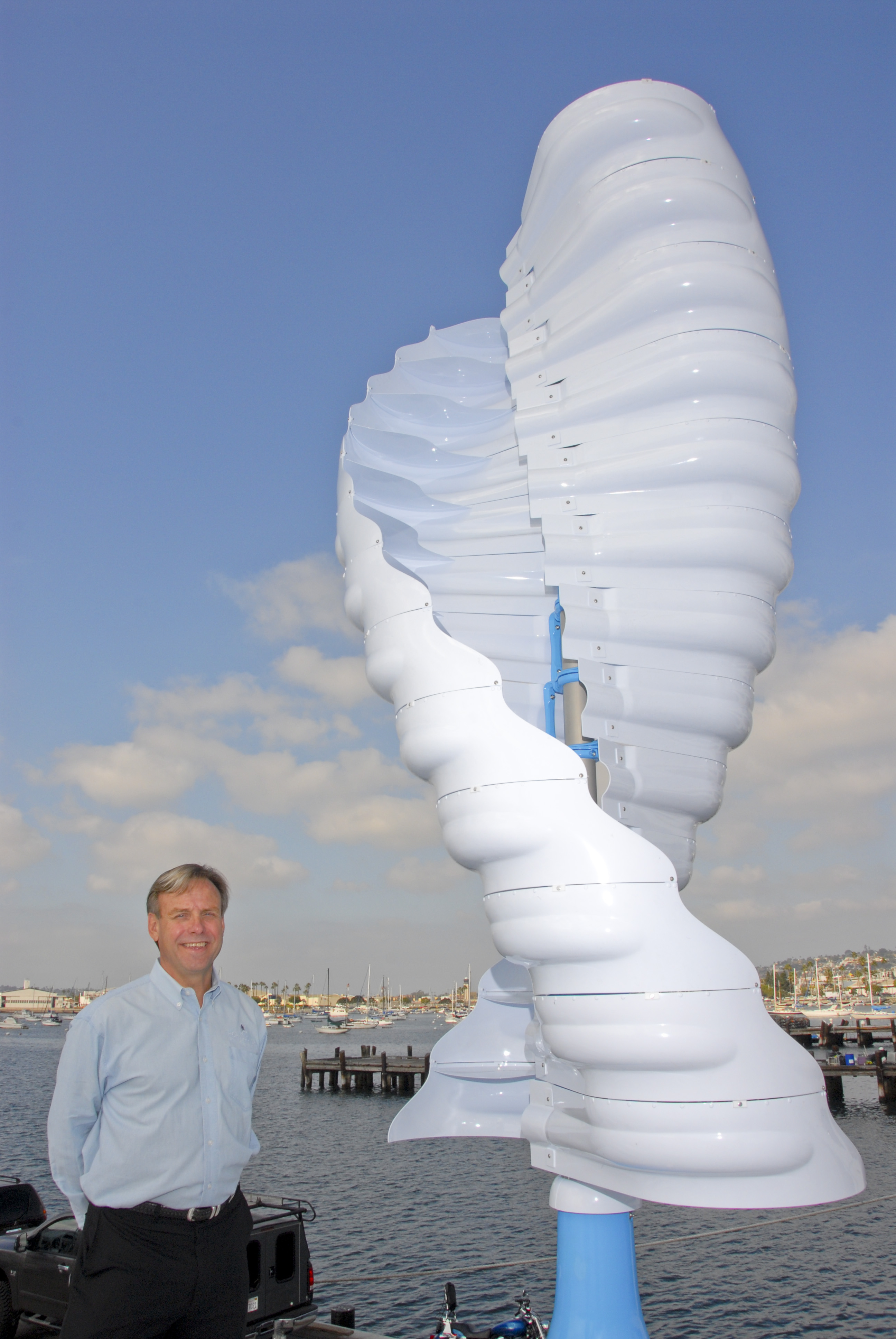
Turbina Savonius di forma curva

Di basso impatto e facilmente integrabile negli edifici senza snaturarne l'estetica, come farebbe un mulino a vento, la turbina di Savonius è poco rumorosa. Prende avvio a deboli velocità di vento e presenta una coppia di torsione elevata, sebbene variabile in modo sinusoidale nel corso della rotazione (ma le turbine più evolute, da queste derivate, hanno pale elicoidali capaci di omogeneizzare la coppia di torsione).

L'impatto visivo rapportato a dimensioni importanti rende il mulino a vento di tipo Savonius poco adatto alle grandi produzioni di energia di un parco eolico.
Essendo dispositivi a resistenza aerodinamica, le turbine di Savonius, a parità di ingombro, sfruttano la forza del vento meno efficacemente di quelle a palo ed asse orizzontale. Il massimo coefficiente di potenza misurato con una turbina Savonius è circa 0,25 ({\displaystyle C_{P,max}=0,25}). Quest'ultimo aumenta in modo considerevole se si utilizza un profilo biconvesso. Le turbine di tipo Savonius presentano la possibilità di essere accoppiate in batterie. 
| Pregi                                   | Difetti           |
| --------------------------------------- | ----------------- |
| Poco ingombrante                        |                   |
| Poco rumorosa                           |                   |
| Si avvia con poco vento                 | Basso rendimento  |
| Coppia elevata all'avviamento           | Coppia incostante |
| Oppone scarsa resistenza al controvento |                   |
| Basso impatto estetico                  |                   |

### Utilizzi

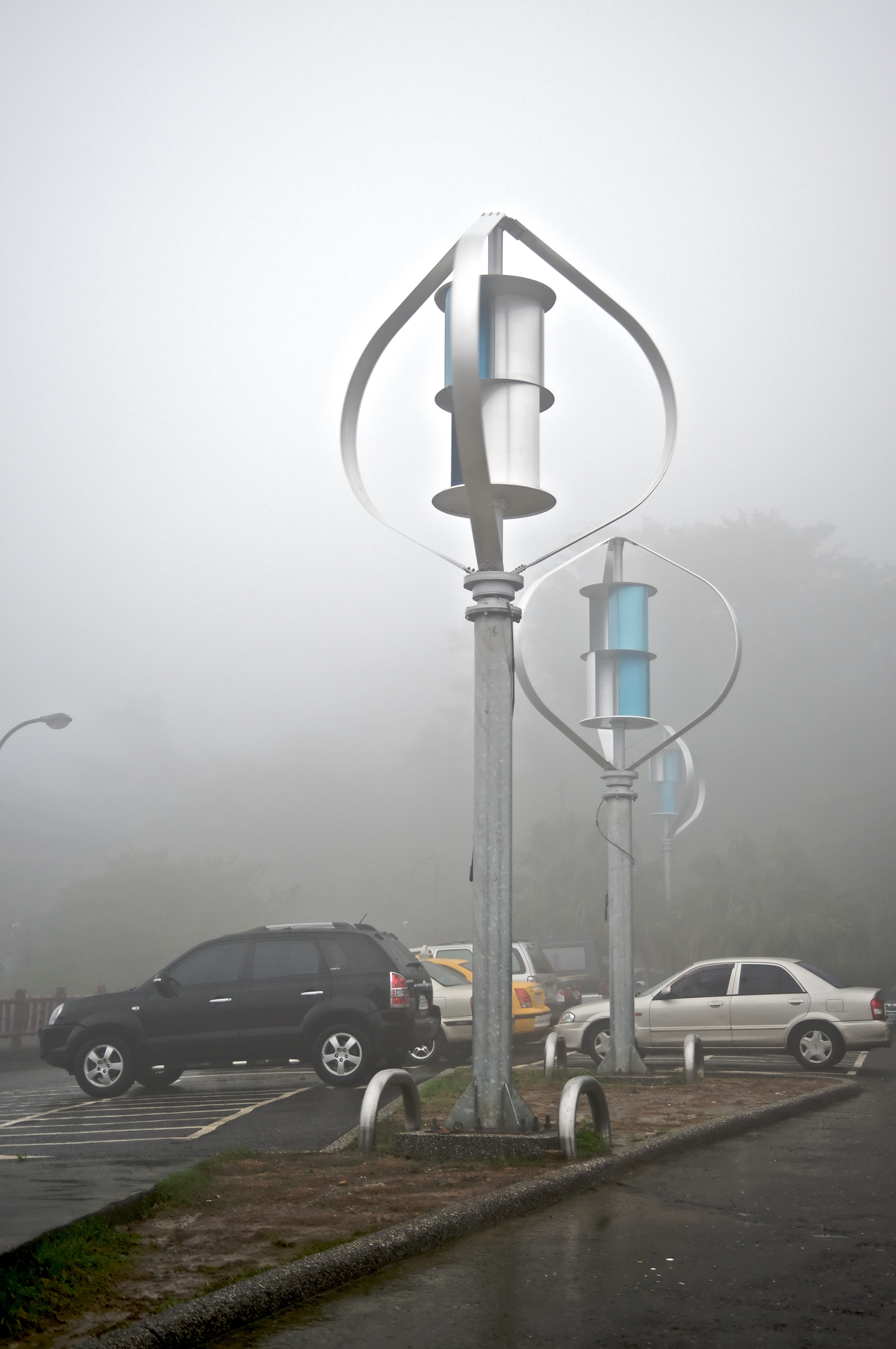
Una turbina a vento di Savonius, combinata con una turbina Darrieus, installata a Taiwan.

Le turbine di Savonius sono utilizzate nei casi in cui il costo o l'affidabilità sono più importanti dell'efficienza.
Per esempio, la gran parte degli anemometri è costituita da turbine di Savonius, perché l'efficienza è assolutamente irrilevante per tali applicazioni, mentre turbine di Savonius molto più grandi, installate su boe in acque profonde, sono state utilizzate per generare elettricità, laddove si ha necessità di scarse potenze elettriche e bassa manutenzione. La progettazione è facilitata perché, contrariamente alle turbine ad asse orizzontale, non sono necessari meccanismi di orientamento sulla direzione variabile del vento e la turbina è capace di auto avviarsi.
Queste turbine, come altre ad asse verticale, non sono solitamente collegate alla rete di distribuzione dell'energia elettrica.
Si possono migliorare, notevolmente, le prestazioni dei generatori ad asse verticale, sia all'avviamento che nel rendimento a regime; accoppiandolo ad un profilo alare biconvesso. Questo oltre la possibilità di accoppiare in batteria o in pannelli con piccole cellule, con evidente aumento di rendimento energetico diretto; possono facilmente costituire elemento architettonico e mimetizzazione nelle strutture verticali (brevetto presentato ad IENA 1982 Norimberga -Severino Cassone ITA).